# Sierra De Santa Cruz - Puerto De Used
Sierra De Santa Cruz - Puerto De Used este o arie protejată (arie specială de conservare — SAC, sit de importanță comunitară — SCI) din Spania întinsă pe o suprafață de 636,72 ha, integral pe uscat.

## Localizare
Centrul sitului Sierra De Santa Cruz - Puerto De Used este situat la coordonatele 41°07′14″N 1°34′01″W / 41.1206°N 1.56706°V.

## Înființare
Situl Sierra De Santa Cruz - Puerto De Used a fost declarat sit de importanță comunitară în aprilie 1999 pentru a proteja 1 specie de plante. Situl a fost protejat și ca arie specială de conservare în februarie 2021.

## Biodiversitate
Situată în ecoregiunea mediteraneană, aria protejată conține 3 habitate naturale: Păduri de stejar galițio-portugheze cu Quercus robur și Quercus pyrenaica, Păduri de Quercus ilex și Quercus rotundifolia, Lande oro-mediteraneene cu formațiuni endemice de grozamă.
La baza desemnării sitului se află o specie protejată de  plante: Centaurea pinnata.
Pe lângă speciile protejate, pe teritoriul sitului au mai fost identificate 7 specii de plante, 17 specii de păsări, 4 specii de amfibieni, 2 specii de mamifere, 1 specie de reptile.